# Église Saint-Germain de Rouffignac
L'église Saint-Germain est une église catholique située à Rouffignac-Saint-Cernin-de-Reilhac, en France.
Elle fait l'objet d'une protection au titre des monuments historiques.

## Localisation
L'église est située en Périgord noir, dans le département français de la Dordogne, au cœur du bourg de Rouffignac, sur la commune de Rouffignac-Saint-Cernin-de-Reilhac.

## Historique
La première source faisant état de cette église date de 1306, dans un compromis du chapitre du Dorat. Il est probable que le chœur soit plus ancien et que son implantation remonte à l'époque romane.
L'église a été remarquée dès 1834 pour son massif antérieur de style Renaissance et sa nef de style gothique flamboyant. Bien qu'il n'existe plus de documents concernant la construction de cette partie de l'église, il est très probable qu'elle a été entreprise par la famille de Caumont[réf. nécessaire]. 
Les historiographes locaux ont souvent attribué la construction de la partie Renaissance à Jean III de Calvimont, seigneur du château de l'Herm. Les Calvimont n'ont jamais été seigneurs de Rouffignac. Cette hypothèse est due aux piliers très originaux de la nef. Leur forme rappelle l'architecture portugaise. Jean de Calvimont a été ambassadeur de François Ier en Espagne. En 1537, il fut mandaté pour régler un différend franco-portugais sur les prises de mer. On retrouve des formes de piliers semblables, de style manuélin, dans le couvent de Jésus de Setúbal, les cathédrales de Coïmbra et de Viseu[réf. nécessaire]. 

### La famille de Caumont à Rouffignac
Le comte de Penthièvre et de Périgord, Jean de L'Aigle, donne en 1444 les seigneuries de Rouffignac, Tursac et Saint-Geyrac à sa nièce, Marguerite de Bretagne (vers 1420-†1484), fille d'Olivier de Châtillon et de Jeanne de Lalaing, au moment de son mariage, le 22 janvier 1444 à Ségur-le-Château, avec Brandelis de Caumont (vers 1420-1461). 
Charles de Caumont est seigneur de Berbiguières, Rouffignac, Mornac, Saint-Germain et autres lieux. Il est seigneur de Rouffignac depuis 1484. Dans son testament du 12 février 1508, il fait des legs pour les églises de ces lieux.
François de Caumont, frère de Charles, a hérité de la seigneurie de Rouffignac. En 1537, François Ier lui octroie le droit de faire à Rouffignac trois foires annuelles et un marché hebdomadaire.
La date de 1530 est inscrite sur le portail de l'église. Cette date a été restituée en 1880 à l'occasion d'une restauration du portail.
Un compte-rendu d'une visite canonique de 1689 signale que le sanctuaire est fermé par une vieille grille et n'est pas pavé, mais que l'église est voûtée, possède des vitraux et une tribune au-dessus du portail [réf. nécessaire].

### Restaurations auXIXesiècle
La sacristie est construite entre 1834 et 1842.
Les vitraux réalisés par l'atelier toulousain de Gesta sont posés entre 1862 et 1893. On pose dans la même période les statues de saint Germain et saint Roch dans le chœur.
En 1880, la fabrique veut reconstruire le massif antérieur, mais faute de crédit les travaux ne sont pas faits. Un autre projet a été proposé en 1935 par l'architecte Dannery mais est resté sans suite.
L'abbé Albier fait refaire en 1890 les peintures du chœur et poser des lambris de chêne contre les murs. On construit la chapelle du catéchisme sur le côté sud de l'église.
L'édifice est classé au titre des monuments historiques le 22 mai 1900.

### Seconde Guerre mondiale
Le 31 mars 1944, durant la Seconde Guerre mondiale, le bourg de Rouffignac est presque entièrement incendié par la Division Brehmer, seules l'église et trois maisons voisines étant épargnées.